# Чемпіонат світу з водних видів спорту 2022
Чемпіонат світу з водних видів спорту 2022 — 19-й за ліком Чемпіонат світу з водних видів спорту. Відбувся в Будапешті (Угорщина) і тривав з 18 червня до 3 липня 2022 року. У березні 2022 року, після того як Росія вдерлась в Україну, ФІНА усунула від участі в чемпіонаті російських і білоруських спортсменів.

## Вибір країни-господарки
Спочатку чемпіонат мав відбутися 2021 року у Фукуоці (Японія). Але його перенесли на 2022 рік, бо перед тим на літо 2021 року вже перенесли літні Олімпійські ігри 2020. Однак у січні 2022 року оголошено, що через пандемію Ковід-19 змагання у Фукуоці перенесуть ще раз, на 2023 рік. Це означало би чотирирічну перерву між чемпіонатами світу і лише одне подібне змагання між Олімпійськими іграми 2020 і 2024.
7 лютого 2022 року ФІНА оголосила, що Будапешт обрано місцем проведення позачергового чемпіонату світу, який відбудеться влітку 2022 року.
Будапешт приймав подібні змагання вдруге за останні 5 років, після Чемпіонату світу 2017.

## Спортивні об'єкти
- Дунай-Арена[ru] (плавання, стрибки у воду)
- Озеро Лупа (плавання на відкритій воді)
- Національний плавальний басейн імені Альфреда Хайоша[hu] (артистичне плавання, водне поло)
- Дебреценський спортивний басейн[ru] (водне поло)
- Сегедський басейн Тісавіраг[hu] (водне поло)
- Шопронський Басейн Ловер[hu] (водне поло)

## Розклад
Загалом спортсмени розіграли 74 комплекти нагород у п'яти видах програми. З огляду на напружений календар змагань водних видів спорту на 2022 рік, FINA вирішила скоротити програму змагань порівняно з попередніми роками, залишивши лише її обов'язкову частину. Змагання з плавання відбулися в перші вісім днів, а не в другій половині чемпіонату як зазвичай.
| ● | Церемонія відкриття | ● | Відбіркові змагання | ● | Фінали | ● | Церемонія закриття | Ч | Матчі чоловічих збірних | Ж | Матчі жіночих збірних |

| Червень/липень             | 17 | 18 | 19 | 20 | 21 | 22 | 23 | 24 | 25 | 26 | 27 | 28 | 29 | 30 | 1  | 2  | 3  | Комплектів медалей |
| -------------------------- | -- | -- | -- | -- | -- | -- | -- | -- | -- | -- | -- | -- | -- | -- | -- | -- | -- | ------------------ |
| Церемонії                  | ●  |    |    |    |    |    |    |    |    |    |    |    |    |    |    |    | ●  | -                  |
| Плавання                   |    | 5  | 4  | 5  | 5  | 5  | 5  | 6  | 7  |    |    |    |    |    |    |    |    | 42                 |
| Плавання на відкритій воді |    |    |    |    |    |    |    |    |    | 1  | 2  |    | 2  | 2  |    |    |    | 7                  |
| Артистичне плавання        | ●  | 1  | 1  | 2  | 1  | 1  | 1  | 1  | 2  |    |    |    |    |    |    |    |    | 10                 |
| Стрибки у воду             |    |    |    |    |    |    |    |    |    | 1  | 1  | 2  | 3  | 2  | 1  | 1  | 2  | 13                 |
| Водне поло                 |    |    |    | Ж  | Ч  | Ж  | Ч  | Ж  | Ч  | Ж  | Ч  | Ж  | Ч  | Ж  | Ч  | Ж  | Ч  | 2                  |
| Комплектів медалей         | 0  | 6  | 5  | 7  | 6  | 6  | 6  | 7  | 9  | 2  | 3  | 2  | 5  | 4  | 1  | 2  | 3  | 74                 |
| Загалом медалей            | 0  | 6  | 11 | 18 | 24 | 30 | 36 | 43 | 52 | 54 | 57 | 59 | 64 | 68 | 69 | 71 | 74 | 74                 |

## Країни-учасниці
З-поміж 209 країн-членів ФІНА, 185 взяли участь у цьому чемпіонаті, а також збірна біженців Незалежні спортсмени ФІНА.
- Афганістан (1)
- Албанія (2)
- Алжир (2)
- Андорра (2)
- Ангола (5)
- Антигуа і Барбуда (4)
- Аргентина (24)
- Вірменія (4)
- Аруба (5)
- Австралія (88)
- Австрія (16)
- Азербайджан (2)
- Багамські Острови (4)
- Бахрейн (4)
- Бангладеш (2)
- Барбадос (3)
- Бельгія (5)
- Бенін (2)
- Бермуди (2)
- Болівія (5)
- Боснія і Герцеговина (2)
- Ботсвана (2)
- Бразилія (71)
- Бруней (3)
- Болгарія (8)
- Буркіна-Фасо (2)
- Бурунді (2)
- Камбоджа (2)
- Камерун (2)
- Канада (76)
- Кабо-Верде (2)
- Кайманові Острови (2)
- Центральноафриканська Республіка (2)
- Чилі (5)
- Китай (51)
- Китайський Тайбей (13)
- Колумбія (31)
- Коморські Острови (2)
- Острови Кука (3)
- Коста-Рика (14)
- Хорватія (18)
- Куба (14)
- Кюрасао (3)
- Кіпр (4)
- Чехія (8)
- Демократична Республіка Конго (2)
- Данія (5)
- Джибуті (2)
- Домініканська Республіка (4)
- Еквадор (7)
- Єгипет (24)
- Сальвадор (2)
- Екваторіальна Гвінея (3)
- Естонія (7)
- Свазіленд (2)
- Ефіопія (2)
- Фарерські Острови (2)
- Федеративні Штати Мікронезії (3)
- Фіджі (2)
- Незалежні спортсмени ФІНА (6)
- Фінляндія (5)
- Франція (55)
- Габон (1)
- Гамбія (3)
- Грузія (18)
- Німеччина (45)
- Гана (3)
- Велика Британія (45)
- Греція (59)
- Гренада (2)
- Гуам (4)
- Гватемала (4)
- Гвінея (1)
- Гаяна (2)
- Гаїті (2)
- Гондурас (2)
- Гонконг (13)
- Угорщина (75)
- Ісландія (2)
- Індія (9)
- Індонезія (6)
- Іран (2)
- Ірак (2)
- Ірландія (4)
- Ізраїль (26)
- Італія (84)
- Ямайка (3)
- Японія (58)
- Йорданія (2)
- Казахстан (49)
- Косово (2)
- Кувейт (7)
- Киргизстан (2)
- Лаос (2)
- Латвія (5)
- Ліван (4)
- Лесото (1)
- Лівія (1)
- Литва (8)
- Люксембург (4)
- Мадагаскар (2)
- Малаві (3)
- Малайзія (13)
- Мальдіви (4)
- Малі (1)
- Маршаллові Острови (2)
- Маврикій (3)
- Мексика (34)
- Молдова (3)
- Монако (2)
- Монголія (4)
- Чорногорія (15)
- Марокко (4)
- Мозамбік (2)
- Непал (2)
- Нідерланди (36)
- Нова Зеландія (42)
- Нікарагуа (2)
- Нігер (2)
- Нігерія (2)
- Північна Македонія (3)
- Північні Маріанські острови (4)
- Норвегія (5)
- Оман (1)
- Пакистан (4)
- Палау (3)
- Палестина (4)
- Панама (4)
- Папуа Нова Гвінея (1)
- Парагвай (5)
- Перу (7)
- Філіппіни (3)
- Польща (16)
- Португалія (14)
- Пуерто-Рико (11)
- Катар (2)
- Республіка Конго (3)
- Румунія (4)
- Руанда (2)
- Сент-Кіттс і Невіс (1)
- Сент-Люсія (2)
- Сент-Вінсент і Гренадини (2)
- Самоа (2)
- Сан-Марино (5)
- Саудівська Аравія (2)
- Сенегал (3)
- Сербія (18)
- Сейшельські Острови (6)
- Сьєрра-Леоне (4)
- Сінгапур (27)
- Suspended Member Federation (2)
- Словаччина (20)
- Словенія (6)
- Соломонові Острови (1)
- ПАР (47)
- Південна Корея (32)
- Іспанія (50)
- Шрі-Ланка (1)
- Судан (4)
- Суринам (2)
- Швеція (18)
- Швейцарія (23)
- Сирія (2)
- Таджикистан (2)
- Танзанія (2)
- Таїланд (39)
- Східний Тимор (2)
- Того (3)
- Тонга (2)
- Тринідад і Тобаго (2)
- Туніс (2)
- Туреччина (14)
- Туркменістан (2)
- Острови Теркс і Кайкос (1)
- Уганда (5)
- Україна (32)
- Об'єднані Арабські Емірати (2)
- США (101)
- Уругвай (8)
- Узбекистан (7)
- Венесуела (5)
- В'єтнам (9)
- Американські Віргінські Острови (2)
- Ємен (2)
- Замбія (2)
- Зімбабве (4)

## Таблиця медалей
*   Країна-господарка (Угорщина)
| Місце               | Країна              | Золото | Срібло | Бронза | Загалом |
| ------------------- | ------------------- | ------ | ------ | ------ | ------- |
| 1                   | США                 | 18     | 14     | 17     | 49      |
| 2                   | Китай               | 18     | 2      | 8      | 28      |
| 3                   | Італія              | 9      | 7      | 6      | 22      |
| 4                   | Австралія           | 6      | 9      | 4      | 19      |
| 5                   | Канада              | 3      | 5      | 6      | 14      |
| 6                   | Японія              | 2      | 8      | 3      | 13      |
| 7                   | Франція             | 2      | 7      | 2      | 11      |
| 8                   | Україна             | 2      | 6      | 2      | 10      |
| 9                   | Німеччина           | 2      | 5      | 3      | 10      |
| 10                  | Угорщина*           | 2      | 2      | 1      | 5       |
| 11                  | Швеція              | 2      | 2      | 0      | 4       |
| 12                  | Бразилія            | 2      | 1      | 2      | 5       |
| 13                  | Румунія             | 2      | 0      | 0      | 2       |
| 14                  | Велика Британія     | 1      | 4      | 6      | 11      |
| 15                  | Нідерланди          | 1      | 1      | 3      | 5       |
| 16                  | Іспанія             | 1      | 0      | 1      | 2       |
| 16                  | Литва               | 1      | 0      | 1      | 2       |
| 18                  | Польща              | 0      | 1      | 1      | 2       |
| 19                  | Південна Корея      | 0      | 1      | 0      | 1       |
| 20                  | Греція              | 0      | 0      | 3      | 3       |
| 21                  | Австрія             | 0      | 0      | 2      | 2       |
| 21                  | Малайзія            | 0      | 0      | 2      | 2       |
| 23                  | ПАР                 | 0      | 0      | 1      | 1       |
| Загалом (23 збірні) | Загалом (23 збірні) | 74     | 75     | 74     | 223     |